# Omezzine Khelifa
Omezzine Khelifa (em árabe: أم الزين خليفة) é uma política e ativista tunisina nascida e criada em Cartago, Sidi Bou Said, La Marsa e Gammarth. Ela se mudou para a França aos 19 anos, onde estudou matemática, física e ciências industriais e se formou em engenharia de telecomunicações, especializada em redes e aplicativos distribuídos. Ela trabalhou na área financeira como consultora do Société Générale Investment Banking e em outras empresas.

## Família
Omezzine nasceu e foi criada em uma família de acadêmicos. Seu pai, Mounir Khelifa, é professor de literatura inglesa na Faculdade de Literatura, Artes e Humanidades de La Manouba, em Tunes. Sua mãe, Amina Arfaoui, é escritora e professora de literatura alemã na mesma universidade de seu pai. Ela tem um irmão, Melik Melek Khelifa, médico e cantor, guitarrista e compositor musical. Seu irmão, juntamente com sua esposa, Jelena Dobric, criou Persona; uma banda de heavy metal feminina na Tunísia.

## Engajamento político e realizações
Em 2011, Khelifa voltou para a Tunísia. Ela se juntou ao partido político da Tunísia Ettakatol, uma das coalizões do governo na época. Após as eleições, tornou-se consultora dos ministros do Turismo (2012-2013) e Finanças (2013-2014). Ela serviu durante dois governos de transição diferentes. Depois, tornou-se consultora financeira do Banco Mundial e coordenou um fundo fiduciário de vários doadores de 10 milhões de dólares, auxiliando o governo tunisino no fortalecimento do setor financeiro, melhorando sua governança e implementando o plano nacional de descentralização.
Como parte do envolvimento de Khelifa nos direitos das mulheres; ela participou em 2013 da criação da Tha'era, uma Rede de Mulheres Árabes por paridade e solidariedade. Em março do mesmo ano, ela foi anunciada pelo correio diplomático como uma das principais mulheres globais. Em 2015, ela participou também da criação da Women's Alliance for Security Leadership (WASL).
Em 2014, o Fórum Econômico Mundial lançou sua nova lista de Jovens Líderes Globais, na qual Omezzine Khelifa foi anunciado como YGL da região MENA. Khelifa foi a primeira YGL da Tunísia, seguida por Lina Ben Mhenni em 2015, Amira Yahyaoui e a parlamentar Wafa Makhlouf em 2016 e a ex-secretária de Estado do Ministério da Juventude e Esportes Faten Kallel em 2017.
Em 2015, tornou-se bolsista da Hammamet Conference Series. Depois, tornou-se bolsista do New Voices no Instituto Aspen na turma de 2017 e falou no Aspen Ideas Spotlight Health Festival sobre reprimir o extremismo violento. Omezzine Khelifa recebeu o prêmio de "Líderes pela Democracia", concedido pela organização Projeto sobre Democracia no Oriente Médio em 2012.
Em 2016, Khelifa fundou uma organização de impacto social e inovação cívica para pensar, mobilizar e agir pela inclusão social, econômica e política dos jovens por meio de artes, cultura, esportes e tecnologia. Através do Mobdiun, eles combatem o extremismo dando aos jovens, provenientes de bairros populares de Tunes, uma plataforma para executar e criar novas oportunidades de vida.
Em 2018, ela se tornou parte do grupo inaugural de Obama Foundation Scholars na Columbia University. Omezzine Khelifa publicou suas opiniões políticas sobre vários tópicos, como o extremismo, no site do Fórum Econômico Mundial e no Open Democracy. Ela também publicou um artigo no Wilson International Center for Scholars sobre igualdade de gênero após a Revolta Árabe.